# I Memphis
I Memphis sono stati un gruppo musicale italiano, di genere beat formato nel 1965 a Verona.

## Storia

### Origini e contesto
Nella Verona degli anni '60 il movimento del Veronabeat (che prendeva a prestito la pratica inglese di definire le singole scene cittadine con un nome caratterizzante come Merseybeat e Tottenham Sound) fu uno dei più fiorenti in Italia contando più di 300 band attive in città. A consacrare e divulgare la scena cittadina vi era poi la rivista omonima, che parlava esclusivamente delle band veronesi. In questo contesto molte band arrivano al successo, incidendo anche con etichette importanti e major. Tra i nomi più noti vi furono i Kings, gli Alligatori, i Condors e gli Alpha Centauri. I Memphis si formarono nel 1966 ed erano originariamente composti da Silvano Zerlotti alla voce, Luciano Borghetto alla chitarra solista, Pino Onor al basso, Giampaolo Zanini alla chitarra ritmica, Paolo Onor alla batteria e Roberto Boraso all'organo elettrico.

### 1966: Il contratto con la Columbia ed il primo successo
Nel 1966 i Memphis ottennero un contratto con la Columbia e nello stesso anno incisero il loro primo 45 giri intitolato Gli amici miei / Come il tempo (1966), cover rispettivamente di You're So Good To Me di The Beach Boys e di Time Won't Let Me di The Outsiders. Nei concerti che seguirono i Memphis ottennero anche un certo clamore al Piper Club di Roma, locale simbolo del beat italiano.

### 1967: Che farò / Sono una roccia
Dopo un cambio di formazione, incidono un nuovo 45 giri nel 1967 con i brani Che farò / Sono una roccia, cover rispettivamente di Bad Times di The Roulettes (con il testo italiano di Francesco Guccini) e di I'm A Rock di Simon & Garfunkel.
Si sciolgono nel 1968.

## Formazione
- Silvano Zerlotti - voce
- Luciano Borghetto - chitarra solista
- Giampaolo Zanini - chitarra ritmica
- Pino Onor - basso (1966)
- Giorgio Compri - basso (1967)
- Paolo Onor - batteria ( nato a Mira nel 21/08/1946)
- Roberto Boraso - tastiere

## Discografia

### Singoli
- 1966 - Gli amici miei / Come il tempo (cover la prima di You're se good to me dei Beach Boys (Brian Wilson/P. Giorgetti) e di  Time, won't let me dei The Outsiders (Chet Kelly/Tom King/Arturo Testa) (Columbia, LATO A- SCMQ 7013 7XCB 16130 : 7/7/1966   LATO B - SCMQ 7013 7XCB 1629 : 7/7/1966
- 1967 - Che farò / Sono una roccia (Columbia, SCMQ 7049)

### Compilation
- 1966 - La Voce del Padrone - Disco Promozionale - con i brani Gli Amici Miei e Come Il Tempo
- 1967 - Estate e Musica - con il brano Gli Amici Miei
- 1989 - Ricorda con Rabbia  - con il brano Gli Amici Miei
- 1993 - Quei Favolosi Anni '60 ● 1966 - 11 - con il brano Gli Amici Miei
- 2000 - Magic Bitpop Vol. 16 - con i brani Gli Amici Miei, Come Il Tempo, Che Farò e Sono Una Roccia